# Tarsolepis javana
Tarsolepis javana är en fjärilsart som beskrevs av Swinhoe 1907. Tarsolepis javana ingår i släktet Tarsolepis och familjen tandspinnare. Inga underarter finns listade i Catalogue of Life.